# Вісник Харківського національного технічного університету сільського господарства імені Петра Василенка
«Вісник Харківського національного технічного університету сільського господарства імені Петра Василенкаи» — наукове видання, що видається 10 разів на рік. Мова видання: українська, російська, англійська. Засновником є Харківський національний технічний університет сільського господарства імені Петра Василенка.

## Тематика
Висвітлюються питання механізації сільськогосподарського виробництва, тракторної енергетики, проблеми енергозабезпечення  та енергозбереження в АПК України, сприяння розвитку науки і техніки, освіти, реалізації науково-освітніх програм з технічного сервісу, економіки, техніки і технологій переробки.

## Редколегія
- Головний редактор - Мазоренко Дмитро Іванович ( член-кореспондент Нац. акад. аграр. наук України, кандидат технічних наук, професор)
- Заступник редактора - Тіщенко Леонід Миколайович (акад. Нац. акад. аграр. наук. України, доктор технічних наук, професор)
- Відповідальні секретарі - Богомолов О. В. (доктор технічних наук, професор), Харченко С. О. (кандидат технічних наук, доцент), Науменко О. А. (доктор технічних наук, професор), Мазнєв Г. Є. (доктор технічних наук, професор), Мороз О. М. (доктор технічних наук, доцент), Черемісін М. М. (доктор технічних наук, професор).
- Редколегія: Мельник В. І., Красноруцький О. О., Пастухов В. І., Лебедєв А. Т., Фурман І. О., Косуліна Н. Г., Лисиченко М. Л., Савченко П. І., Черенков О. Д., Тришевський О. І., Кухтов В. Г., Козаченко О. В., Сафонова О. М., Скобло Т. С., Полянський О. С., Завгородній О. І., Онєгіна В. М., Белебеха І,, Бакум М. В., Кірієнко М. М., Лук'яненко В. М. ,Романченко М. А., Мірошник О. В., Сідашенко О. І., Освянніков С. І.,, Турченко М. М.